# 馬奧 (多明尼加)

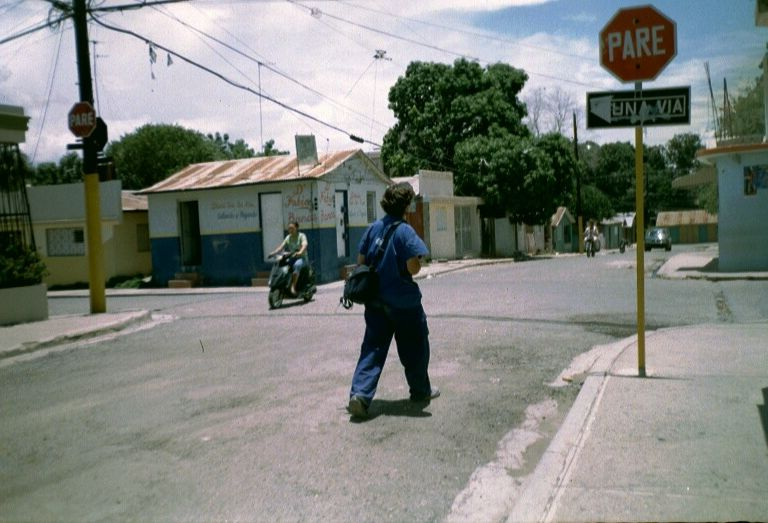

馬奧（西班牙語：Mao），或称圣克鲁斯德马奥（西班牙語：Santa Cruz de Mao），是中美洲國家多明尼加共和國的城市，也是巴尔韦德省的首府，位於該國西北部，距離首都聖多明哥210公里，始建於1875年，面積423.6平方公里，海拔高度78米，2002年人口106,818。